# Badekar
Et badekar er et komfortmøbel, til brug for vask af hele kroppen.
De første badekar stammer fra den gamle romertid. Den første gang at badekaret kommer til kende i historien er tilbage til egypternes tid. Kleopatra 7. brugte dagligt badekar, når hun skulle vaskes og hun badede i mælk.